# Plumeado
El plumeado o rayado es una técnica artística que se utiliza para crear efectos tonales o de sombreado dibujando (o pintando o trazando) líneas paralelas poco espaciadas. (También se utiliza en representaciones heráldicas monocromáticas para indicar cuál sería el esmalte de un blasón). Cuando las líneas se colocan en un ángulo entre sí, se denomina plumeado cruzado.
Es especialmente importante en medios esencialmente lineales, como el dibujo, y muchas formas de estampa, como el grabado, el aguafuerte y la xilografía. En el arte occidental, el plumeado se originó en la Edad Media y se convirtió en un plumeado cruzado, especialmente en los antiguos grabados de maestros del siglo XV. El Maestro E.S. y Martin Schongauer en grabado y Erhard Reuwich y Michael Wolgemut en xilografía fueron pioneros de ambas técnicas, y Alberto Durero en particular perfeccionó la técnica en ambos medios.
Los artistas usan la técnica, variando la longitud, el ángulo, la cercanía y otras cualidades de las líneas, más comúnmente en el dibujo, la pintura lineal y el grabado.

## Técnica
El concepto principal es que la cantidad, el grosor y el espaciado de las líneas afectarán el brillo de la imagen general y enfatizarán las formas creando la ilusión de volumen. Las líneas del plumeado siempre deben seguir (es decir, envolver) la forma. Al aumentar la cantidad, el grosor y la cercanía, se obtendrá un área más oscura.
Un área de sombreado junto a otra área que tiene líneas que van en otra dirección se usa a menudo para crear contraste.
El trabajo de línea se puede usar para representar colores, generalmente usando el mismo tipo de raya para representar tonos particulares. Por ejemplo, el rojo puede estar formado por líneas ligeramente espaciadas, y el verde, por dos capas de líneas densas perpendiculares, lo que resulta en una imagen realista.

## Representación de materiales
En el dibujo técnico, la alineación de sección puede indicar el material de un componente de un conjunto. Muchos patrones de sombreado han sido estandarizados por el Instituto Nacional Estadounidense de Estándares (ANSI) y la Organización Internacional de Normalización (ISO), aunque hay muchos otros patrones predefinidos que pueden usarse. Por lo tanto, el patrón de plumeado del acero varía del del aluminio, el cobre, etcétera. Los patrones no son solo para metales. Los patrones para césped, grava, ladrillo y otros se encuentran con frecuencia en dibujos arquitectónicos.